# Diazona violacea
Espèce
Diazona violacea est une espèce d'ascidies de la famille des Diazonidae.

## Distribution
Cette espèce se trouve dans le nord-est de l'océan Atlantique, depuis les Hébrides et l'Irlande jusqu'au Portugal, ainsi qu'en Méditerranée.
Elle vit fixée sur des fonds rocheux et sur des cailloux entre 15 et 200 m de profondeur, et en particulier dans les lieux traversés par des courants violents.

## Description
Diazona violacea forme des colonies ovoïdes, semi-transparentes blanchâtres, jaunâtres à vert pâle et gélatineuses mais dures au toucher. Les colonies mesurent de 5 à 40 cm de diamètre, et peuvent atteindre une masse totale de 2 kg.
Les individus libres, qui émergent de la masse commune, mesurent de 1 à 5 cm. Ils sont de forme globalement cylindrique et légèrement renflée à mi-hauteur.
Elle ressemble à la grande claveline, mais ces deux espèces peuvent se distinguer du fait que la seconde n'a pas de masse basale, et se trouve dès les premiers mètres de profondeur.

## Reproduction
Diazona violacea est hermaphrodite, et c'est la seule espèce d'ascidies coloniales à être ovipare.

## Écologie
Parmi ses prédateurs se trouvent le gastéropode Trivia arctica ainsi que des planaires telles que Prostheceraeus vittatus.